# Ultimate X-Men
Ultimate X-Men es una serie de cómics de superhéroes publicada por Marvel Comics desde 2001 hasta 2009. Se trata de una reimaginación moderna de la franquicia de cómics X-Men como parte del sello Ultimate Marvel. Ultimate X-Men existe junto a otros personajes de Marvel renovados con los títulos de Ultimate Marvel, como Ultimate Spider-Man, Ultimate Fantastic Four y The Ultimates.
La serie comenzó en 2001 con Mark Millar como escritor y Adam Kubert y Andy Kubert como dibujantes, mientras que el último número de la serie fue escrito por Aron Coleite e ilustrado por Mark Brooks. Ultimate X-Men consiguió un éxito comercial considerable, llegando a superar en ventas otros títulos de X-Men, y recibió una respuesta generalmente positiva de parte de la crítica y los lectores, quienes elogiaron el arte de diversos artistas, la escritura de Millar, Bendis, Vaughan, Kirkman y Coleite, el desarrollo de personajes y progresión de los superhéroes titulares a través de la serie y los giros únicos e interesantes en los temas y conceptos convencionales de los X-Men. Sin embargo, la irregular calidad de la escritura, el tono y dirección oscura y enfocada a un público adulto y algunos cambios y diferencias de los cómics originales de X-Men fueron objeto de crítica.
Una secuela/spin-off llamado Ultimate Comics: X fue publicado en febrero de 2010, el cual duró solo cinco números. La serie se centraba en el hijo secreto de Wolverine, Jimmy Hudson, Jean Grey y otros mutantes, quienes lidiaban con las consecuencias de Ultimatum.
Posteriormente, Ultimate X-Men fue relanzada por Nick Spencer y Paco Medina con el título Ultimate Comics: X-Men.

## Arcos argumentales

### Era Mark Millar
- The Tomorrow People (#1-6): El gobierno inicia la construcción de los Centinelas para cazar mutantes después de que la Hermandad de Mutantes declara la guerra contra los seres humanos. El profesor Charles Xavier une a un grupo de mutantes adolescentes para formar los X-Men, así poder detener la Hermandad. Por ejemplo, Jean Grey recluta a Coloso después de que un acuerdo de armas nucleares va mal, rescatan a Tormenta de la cárcel, mientras que Wolverine se une al equipo con la segunda intención de asesinar al profesor Xavier. Magneto es asesinado por Xavier.
- Return to Weapon X (#7-12): A pesar de que Wolverine está lejos, Xavier y sus X-Men son secuestrados y llevados a Arma X, donde también están presos varios miembro de la Hermandad de Mutantes. Wolverine después ser capturado por Arma X lidera la huida. Los mutantes están dispuestos a cometer una masacre, pero el general Nick Fury no lo permite, y detiene al personal de Arma X y declara a todos los mutantes libres.
- You Always Remember Your First Love (#13-14): El mutante cajún Remy Lebeau (Gambito) es un vagabundo de las calles de Nueva York. Un día, él toma una niña cuyos padres han sido asesinados. Cuando también ella es secuestrada, él da inicio a una venganza sangrienta contra los responsables: Cabeza de Martillo y sus secuaces de la mafia.
- A Different World is Possible (#15): Conversación entre Xavier, Coloso y Magneto, que está controlado mentalmente por Xavier, sobre su nuevo libro y sobre la guerra mutante.
- World Tour (#16-20): Los X-Men se sorprenden al descubrir que Magneto sigue vivo y Xavier está tratando de rehabilitarle. David MacTaggert es Proteus, el hijo mutante de Moira MacTaggert y de Xavier, se escapa del hospital secreto de la Isla Muir (en la costa norte de Escocia), y mata a miles de personas, mientras que posee a Betsy Braddock, agente de STRIKE. Coloso que estuvo pensando en dejar a los X-Men, asesina a Proteus y a Betsy.
- Hellfire and Brimstone (#21-25): Los restos de la Hermandad de Mutantes dirigida por los hijos de Magneto, Mercurio y Bruja Escarlata, destruye los arsenales nucleares de India y Pakistán para entrar en gracia con el gobierno de los EE. UU. Kitty Pryde es reclutada por los X-Men, mientras que Wolverine lucha con Cíclope por Jean. Los tres van a La Tierra Salvaje y son atacados por una computadora gigante. Mientras tanto, el Club Fuego Infernal despierta la "fuerza de Phoenix", en Jean, que mata a todo el club. Además, los acólitos de la Hermandad de Mutantes liberan a Magneto.
- Ultimate War (#1-4): La Hermandad de Mutantes declara la segunda guerra contra la humanidad, y Xavier y los X-Men son tildados de traidores. Las cosas se ponen peor cuando Wolverine y Kitty Pryde informan que Cíclope ha perdido la vida en La Tierra Salvaje. Los Ultimates localizan y tratan de capturar a los X-Men en Nueva York. Xavier es capturado, pero gracias al Hombre de Hielo el resto escapa.
- Return of the King (#26-33): La Hermandad de Mutantes tiene nuevos planes para otro ataque contra la humanidad. Cíclope está vivo en el fondo de un pozo de La Tierra Salvaje. Forja ha creado una máquina para ampliar los poderes de Magneto, pero las habilidades de Kitty Pryde y los X-Men frustran sus planes. Al final, los X-Men se entregaran a las autoridades y se les concede la amnistía. Además, se revela que Betsy Braddock está viva, después de que su conciencia se pasa al cuerpo de una niña de Asia en estado de coma, de nombre Kwannon.

### Era Brian Michael Bendis
- Blockbuster (#34-39): Esta saga se centra en Wolverine y en como es víctima de una emboscada de desconocidos contra él. Wolverine trata de conocer los motivos de sus atacantes, con la ayuda de Spider-Man y Daredevil. Wolverine descubre que son exmiembros de Arma X, y se esconde en la escuela de Xavier. Los asaltantes se matan en vez de revelar cualquier información adicional. Más tarde, una fuerza de ataque de SHIELD llega y pone de manifiesto que los miembros del equipo de Arma X son solo lacayos en una más grande e insidiosa conspiración mutante.
- New Mutants (#40-45): Los tres primeros números de este arco son independientes, y cuentan la introducción de caracteres individuales, Angel, Judas "el hombre de entropía" y Dazzler. Mientras tanto, el gobierno ha encargado a Emma Frost crear un grupo de mutantes, que recluta a Alex Summers, Dazzler, Karma y Bestia. Este grupo es atacado por los Centinelas, que son derrotados por los X-Men, no sin que antes Bestia sea asesinado por los Centinelas.

### Era Brian K. Vaughan
- The Tempest (#46-49): Los X-Men investigan una serie de asesinatos de mutantes. El asesino es Nathaniel Essex, también conocido como Mr. Siniestro. Él tiene delirios provocados por Apocalipsis, que le ordena matar a diez mutantes. Siniestro se infiltra en el Instituto, derrota a Xavier, el Hombre de Hielo y Angel y está a punto de cometer una matanza, cuando Pícara lo golpea, y los salva. Siniestro es detenido por SHIELD.
- Cry Wolf (#50-53): En un viaje de campo, los X-Men son emboscados por Gambito. Él deja una estela de destrucción, y utiliza el caos para secuestrar a Pícara. Se presenta ante sus superiores, los gemelos Fenris, que ofrecen a Pícara la capacidad de tocar. Ella se niega, y huye con Gambito. Más tarde, Pícara decide abandonar los X-Men, escapando con Gambito. Además, Wolverine y Tormenta salen temporalmente del equipo.
- The Most Dangerous Game (#54-57): Mojo Adams produce un reality show en Krakoa, donde su asesino, Arcade, persigue y mata a delincuentes acusados de ser mutantes. El concursante de más larga duración, Longshot, está acusado de matar a Lord Scheele, un político de Genosha y el amante de Longshot de su exnovia, Espiral. El profesor Xavier envía la mitad de los X-Men a la isla para investigar. Otros miembros de los X-Men, dirigidos por Dazzler, viajan a la isla, sin el conocimiento de Xavier, para liberar a Longshot. Xavier se enoja cuando descubren que Longshot es culpable.
- A Hard Lesson (#58): Charles Xavier es testigo de un robo de un banco por un grotesco doble mutante psi-resistentes llamado Sindicato. Xavier se da cuenta de que solo se convirtió en ladrón para ayudar a su hermana que es enferma terminal, y ofrece a los siameses la oportunidad de redimirse. A continuación, falsifica la muerte de Sindicato y les instruye para que roben al Club Fuego Infernal.
- Shock and Awe (#59-60): Tormenta sigue a Wolverine hasta el norte, donde este busca su pasado. Son atacados por Dama Mortal, antigua compañera de robos de Tormenta que quedó paralítica. Su benefactor es el siniestro Dr. Cornelius de Arma X. Cornelius aparentemente muere y Dama Mortal es confinada en la cárcel de SHIELD.
- Ultimate Sacrifice (Annual #1): Juggernaut escapa de la custodia de SHIELD y rastrea a Pícara, su viejo amor. Se encuentra a ella con su amante Gambito, que acaban de robar un banco de los hermanos Fenris. Gambito pierde su vida en la pelea con Juggernaut. Pícara que le da un último beso antes de morir. Cuando Pícara telefonea a su exnovio, el Hombre de Hielo, ella tiene miedo porque ha absorbido de manera permanente los recuerdos y poderes de Gambito.
- Magnetic North (#61-65): Emma Frost ha reunido a la Academia del Mañana, un segundo grupo de mutantes heroicos que consiste en Kaos, Polaris, Estrella del Norte, Mancha Solar, Cypher y Cannonball. Polaris es recluida en la misma celda que Magneto, después de que Forja y Mística boicotearan la primera misión de la Academia del Mañana. Estos trataran de liberarla, y los X-Men se ven obligados a luchar contra los Ultimates cuando estos intentan detener la fuga. Mística ocupa el lugar de Magneto en la prisión de SHIELD. El profesor Xavier expulsa a Angel de la Escuela, para mandarlo a la Academia del Mañana como un espía. Coloso revela a Rondador Nocturno que está saliendo con Estrella Polar. Dazzler queda en coma.

### Era Robert Kirkman
- Date Night (#66-68): Kirkman explora las relaciones de la vida cotidiana de los X-men, ya que finalmente tienen una noche libre después de no parar desde el arco "The Tomorrow People". Scott y Jean van a ver una película. Hombre de Hielo y Pícara se aprovechan de su pérdida de poderes y terminan haciendo el amor. Logan y Ororo entran en un bar, donde los ataca Dientes de Sable, con la orden de entregar una muestra de tejido de Logan a su superior: Doctor Cornelius de Arma X. Piotr y Kurt visitan a Alison, quien se encuentra en estado comatoso, y Kurt está triste porque ella eligió Angel en vez de a él. Kurt también es incómodo con el nuevo estilo de vida Piotr. Mientras tanto, Kitty se encuentra con su nuevo ligue, Spider-Man, y Xavier cena con Lilandra, jefa de lo poderoso y enormemente rico culto Shi'ar. El culto adora al dios Phoenix, que creen se ha rencarnado en Jean Grey. Lilandra es el único personaje principal que Kirkman pensó en introducir para el Universo Ultimate en el inicio de su era.
- Phoenix? (#69-71): Kirkman avanza con la línea argumental del Phoenix, pues Lilandra y su asistente examinan a Jean para determinar si ella es la deidad de Phoenix o simplemente está loca. Mientras tanto, Elliot Boggs se convierte en el primer personaje original del Universo Ultimate en unirse a los X-Men, cuando la Hermandad de Mutantes ataca el baile de graduación de La Academia del Mañana. En una de las tramas paralelas, Rondador Nocturno confiesa a una Dazzler en estado de coma que odia a Piotr por revelarle su homosexualidad, y Piotr va en su primera cita con Jean-Paul al baile de graduación. Además, pícara comienza a utilizar los poderes Gambito en combate.
- Magical (#72-74): Los poderes de Mago parecen no tener límite cuando ayuda a los X-Men en la batalla contra los Amigos de la Humanidad. Nick Furia visita la Mansión-X para informar a Xavier que quiere alistar a Mago en los Ultimates. Sin embargo, Xavier sospecha que algo anda mal cuando se da cuenta Furia no recuerda haber llevado a Mago a los X-Men. Comienza la batalla cuando se dan cuenta de que Mago ha manipulado a los X-Men. Wolverine y Jean Grey lo derrotan, pero más tarde Kitty Pryde descubre que la muerte de Mago fue otro engaño.
- Breaking Point (Annual #2): Kirman hila varias de sus líneas argumentales en este número especial. Mediante Flashbacks se revela el entrenamiento de Rondador Nocturno en Arma X, antes de haberse unido a los X-Men. Además, se muestran las preocupaciones de Pícara por haber besado a Gambito antes de morir, así como por sus posibles consecuencias. En el presente, Dazzler despierta del coma, pero es raptada por Rondador Nocturno, quien ha ido desarrollando una creciente obsesión por ella. Los X-Men rescatan a Dazzler y tratan de calmar a Rondador Nocturno. Aun así, la batalla comienza cuando éste insulta a Coloso por ser homosexual. Durante la batalla, Pícara descubre que los poderes de Gambito han desaparecido, volviendo a tener los suyos propios. El entrenamiento de Rondador Nocturno en Arma-X le sirve para vencer a la mayoría del equipo, hasta que Pícara le roza accidentalmente, dejándole inconsciente, gracias a sus poderes originales. Dazzler deja el equipo cuando se entera de que el Profesor-X decide mantener a Rondador Nocturno inconsciente, en vez de arrestarlo. Mientras tanto, Kitty le confiesa a Tormenta que todavía siente algo por el Hombre de Hielo.
- Cable (#75-78): En este arco la historia deja atrás el drama y romance, para dar paso a la acción. Cable, un viajero en el tiempo, llega al presente justo en el vigésimo cumpleaños de Jean Grey para asesinar al Profesor Xavier. Otro viajero en el tiempo, Bishop, llega para salvarle la vida. Cable rapta a Jean y los X-Men comienzan a perseguirle. Xavier trata de finalizar la pelea y cuando Cíclope intenta detenerle, Xavier le confiesa que está enamorado de Jean. Cíclope y el Profesor llegar para detener a Cable, pero no son riales para el mercenario. Al final, Cable consigue completar la misión con éxito, ya que mientras mantiene a Cíclope ocupado, lanza una granada del futuro a Xavier, quemando su cuerpo, dejando solo los huesos. Cable y los miembros de los Six-pack regresan a su futuro, dejando a Bishop anclado en el presente.
- Aftermath (#79-80): En este arco, Kirkman explora las secuelas emocionales que ha dejado la muerte del Profesor Xavier, no solo en los miembros de los X-Men, antiguos y nuevos, si no también en sus aliados y enemigos. Kirkman también posiciona a los personajes en la dirección adecuada para los próximos arcos argumentales. Wolverine aprende más sobre su familia, Jean descubre que Rondador Nocturno ha escapado, Kitty se va (y comienza a aparecer en Ultimate Spider-Man, Tormenta comienza una novela titulada "El Rey Sombra", Nick Furia está trabajando en un proyecto secreto llamado "Legado" para el gobierno y Magneto continua con sus propios planes secretos. Mientras tanto se revela que ni Cable ni el Profesor X están muertos; Cable los transportó a ambos al futuro.
- Cliffhanger (#81): Se revela que Bestia sigue vivo, trabajando para SHIELD creando una cura para el virus Legado, pero haciéndole creer que trabaja para los X-Men, gracias a la manipulación mental del Profesor X. Tormenta comienza a tener pesadillas con el Rey Sombra, lo que influye en su novela. Mientras tanto, Bishop le pregunta si quiere ayudarle a reformar los X-Men. Mente Maestra y Stacey X sustituyen a Mística haciéndose pasar por Magneto, por lo que ésta puede huir a la guarida de Magneto.

- The Underneath (#82-83):
- Sentinels (#84-88):
- Shadow King (#89):
- Apocalypse (#90-93):

### Era Aron Coleite
- Absolute Power (#94-97):
- Ultimatum (#98-100):

## Personajes

### X-Men
- Profesor X / Charles Xavier (#1): Profesor y fundador de la escuela. Es un viejo amigo de Magneto.
- Wolverine / James "Lucky Jim" Howlett / Logan (#1): No recuerda nada de su pasado. Fue agente de Arma X. Magneto lo entrena para matar a Charles Xavier, pero prefiere quedarse con los X-Men. Hace trabajos para Nick Furia matando mutantes que no controlan sus poderes. Factor curativo y un esqueleto y garras de adamantium.
- Fénix /Marvel Girl/ Jean Grey (#1): Vieja alumna de Xavier, es la reencarnación del dios Fénix. Tras estar liada con Wolverine, sale con Cíclope. Telequinesia.
- Cíclope / Scott Summers (#1): Viejo alumno de Xavier, huyó a La Tierra Salvaje para unirse a Magneto, pero se arrepintió. Sale con Jean Grey. Lanza rayos X de sus ojos.
- Tormenta / Ororo Munroe (#1): Antigua ladrona. Sale con Bestia, tras la muerte de este, flirtea con Wolverine.
- Bestia / Henry "Hank" J. McCoy (#1): Sale con Tormenta. Tras irse de los X-Men, formó parte del gabinete de mutantes del presidente. Es asesinado por los Centinelas.
- Coloso / Piotr "Peter" Nikolaievitch Rasputin (#1): Trabajaba para la mafia rusa. Es homosexual y sale con Estrella del Norte.
- Hombre de Hielo / Robert "Bobby" Drake (#1): Tras ser herido sus padres piden una indemnización millonaria al Profesor Xavier, pero él se niega denunciarle. Tras salir con Kitty Pryde, está con Pícara. Crioquinesis
- Shadow Cat / Kitty Pride (#21): Tras estar con el Hombre de Hielo, sale con Spider-Man.
- Nightcrawler / Kurt Wagner (#32): Estuvo preso en Arma X. Vive en Europa. Está enamorado de Dazzler. Tras confesarle Coloso que es homosexual, deja de confiar en él. Teletransportación.
- Rogue / Anna Marie (#32): Estuvo presa en Arma X. Formó parte de los Acólitos de la Hermandad tras la marcha de Magneto. Con el último ataque de Magneto se pasa a los X-Men. Huye con Gambito y tras la muerte de este, adquiere sus poderes y vuelve con los X-Men. Sale con el Hombre de Hielo. Adquiere los poderes de los mutantes a los que toca.
- Ángel / Warren Worthington III (#40): No le gusta la violencia. Se va a la escuela de Emma Frost, como infiltrado de Xavier. Salió con Dazzler.
- Dazzler / Allison "Ali" Blaire (#48): Estrella de Rock & Roll. Formó parte del gabinete de mutantes del presidente. Salió con Ángel.
- Sindicato / Luke y Matthew (#58): Ladrón de bancos. Xavier le encarga robar al Club Fuego Infernal. Un hombre con dos cabezas.fue asesinado por william striker jr.
- Mago / Elliot Boggs (#69): Tras engañar a los X-Men para formar parte de ellos, huye a la Antártida. Cambia la realidad para conseguir lo que desea.

### Aliados

#### Isla Muir
- Moira MacTaggert (#16): Doctora y encargada del proyecto X-Men en la Isla Muir. Exmujer del Profesor Xavier. Es abandonada por este cuando se va con Magneto a crear La Tierra Salvaje, dejándola sola al cuidado de su hijo David.
- Proteus / David MacTaggert (#16): Hijo de Moira y el profesor Xavier. No puede controlar sus poderes. Es asesinado por Coloso. Controla la mente de todo los mutantes.

#### Academia del mañana de Emma Frost
- Emma Frost (#40). Antigua alumna y amante del Profesor Xavier. Exjefa del gabinete de mutantes del gobierno. Crea una escuela alternativa a la de Xavier que no use la violencia. Convierte su cuerpo en diamante.
- Kaos / Alex Summers (#40). Hermano de Cíclope. Sale con Polaris. Formó parte del gabinete de mutantes del gobierno.
- Polaris / Lorna Dane (#40): Exnovia de Cíclope, ahora sale con su hermano Kaos. Es encerrada con Magneto la prisión de SHIELD.
- Estrella del Norte / Jean Paul Beaubier (#46): Se libró de ser asediado por Siniestro. Ayuda a Kaos a liberar a Polaris. Es homosexual y sale con Coloso.
- Mancha Solar / Roberto DaCosta (#46): Organizó la resistencia del Harlem contra Siniestro. Ayuda a Kaos a liberar a Polaris.

#### S.H.I.E.L.D.
- Thaddeus E. Thunderbolt Ross: General de SHIELD.
- Nick Furia: Coronel de SHIELD y jefe de los Ultimates.
- Dum Dum Dugan: Comandante de SHIELD. División de Operaciones Mutantes.
- Karma / Xi'an Coy Mahn: Agente secreta de SHIELD. Formó parte del gabinete de mutantes del presidente.
- Psylocke / Elizabeth Betsy Braddock / Kwannon: División-PSI de STRIKE. Es asesinada por Coloso, pero sobrevive en otro cuerpo.
- Dai Thomas: División-PSI de STRIKE.

#### Ultimates
- Quicksilver / Pietro Maximoff Lensherr: No cree en los métodos violentos de su padre Magneto. A cargo de la Hermandad cuando Magneto es manipulado mentalmente por Xavier. Miembro de SHIELD. Mantiene una relación semi-incestuosa con su hermana Bruja escarlata.
- Bruja Escarlata / Wanda Maximoff Lensherr: No cree en los métodos violentos de su padre Magneto. Al cargo de la Hermandad cuando Magneto es manipulado mentalmente por Xavier. Miembro de SHIELD. Mantiene una relación semi-incestuosa con su hermano Mercurio.

#### Heroes
- Lilandra Neramani: Representante de la Iglesia de la Iluminación Shi'Ar. Cree que Jean Grey es el Fénix y acepta a subvencionar la escuela de Xavier. Sale con Xavier.
- Gambito / Remy LeBeau (#13): Es un vagabundo. Trabajaba para Fenris. Huye con Pícara, y se dedican a robar a Fenris. Es asesinado por Juggernaut.
- Spider-Man / Peter Parker: Estudiante que vive en Quenns, miembro secundario de los X-Men. Sale con Kitty Pryde.
- Daredevil / Matt Murdock: Abogado que vive en Hell's Kitchen, está ciego es un miembro secundario de los X-Men.
- Espiral / Rita Wayword: Mutante de Genosha. Exnovia de Longshot.

### Enemigos

#### Hermandad de Mutantes
- Magneto / Erik Lensherr: Creó junto a Xavier La Tierra Salvaje. El profesor Xavier controló su mente para no tener que matarle, cuando se libra recupera el control de la Hermandad echando a sus hijos Mercurio y Bruja Escarlata. Se escapó de la cárcel de SHIELD.
- Blob / Frederick J. Dukes: Forma parte de los Acólitos tras la marcha de Magneto, al no estar de acuerdo con Mercurio y Bruja Escarlata.
- Sapo / Mortimer Toynbee: Forma parte de los Acólitos tras la marcha de Magneto, al no estar de acuerdo con Mercurio y Bruja Escarlata.
- Detonador / Ricky Gibson:
- Mente Maestra / Jason Wyngarde: Forma parte de los Acólitos tras la marcha de Magneto, al no estar de acuerdo con Mercurio y Bruja Escarlata.
- Mística / Raven Darkholme: Se hace pasar por Magneto y ocupa su lugar en la cárcel de SHIELD.
- Forja / Jonathon Silvercloud: Ayuda a crear la base de Magneto en La Tierra Salvaje. Junto a Mística idea el plan para liberar a Magneto de la cárcel de SHIELD.
- Juggernaut / Cain Marko: Estuvo preso en Arma-X. Forma parte de los Acólitos tras la marcha de Magneto, al no estar de acuerdo con Mercurio y Bruja Escarlata. Está enamorado de Pícara. Mata a Gambito.
- Longshot / Arthur Centino: Mutante de Genosha. Acusado de matar a Lord Scheele se convierte en un fugitivo en el programa de Mojo, donde es salvado por los X-Men. Se une a la Hermandad cuando se organiza la fuga de Magneto. Exnovio de Espiral.
- Hombre Múltiple / Madrox :.
  - Prosimian: Primate evolucionado miembro de los Acólitos. Es asesinado por Magneto.

#### Arma X
- John Wraith: Coronel y jefe del proyecto Arma X.
- Abraham Cornelius: Doctor y científico-jefe del proyecto Arma X.
- Tara: Ayudante de Abraham Cornelius.
- Lady Deathstrikel / Yuriko Oyama: Tras un accidente cuando robaba con Tormenta, fue sometida al proyecto Arma X.
- Sabretooth / Victor Creed: Trabajaba para el Doctor Cornelius, dice ser hijo de Wolverine.

#### Gobierno de los Estados Unidos
- Bolivar Trask: Creador de los Centinelas.
  - Centinelas: Robots creados por el gobierno para matar a los mutantes.
- Andrew Border Turk: Senador de los Estados Unidos, que anima al Hombre de Hielo a denunciar al profesor Xavier.

#### Genosha
- Mojo Adams: Presentador del programa de Tv donde se cazan mutantes.
- Arcade: Participante del programa de Tv de Mojo.
- Deadpool / Wade Wilson: Mercenario de guerra, contratado para secuestrar y matar a los X-Men en el programa de TV de Mojo.

#### Otros
- Sebastian Shaw: Maestro del Club Fuego Infernal. Pretenden controlar el mundo con Fénix.
- Fenris / Andrea y Andreas von Strucker: Co-Presidentes de Fenris Internacional. Controlan a Gambito y pretenden secuestrar a Pícara.
- Allan Silvermane / Silvio Manfredi: Jefe de la mafia.
  - Cabeza de martillo / : Trabaja para Silvermane
- Apocalipsis: Controla a Mr. Siniestro.
  - Mr. Siniestro / Nathaniel Essex: Tras intentar matar a los mutantes de New York, por orden de Apocalipsis, es enviado a la cárcel de SHIELD.

- Datos: Q1646396